# (24109) 1999 VO20
1999 في أو 20 (ويعرف أيضًا باسم (24109) 1999 في أو 20 وفق تسمية الكوكب الصغير) (بالإنجليزية: 1999 VO20)‏ هو كويكب ضمن حزام الكويكبات؛ وترتيبه 24109 من حيث الاكتشاف.
اكتُشف هذا الجُرم الفلكي بواسطة Charles W. Juels ‏ في 11 نوفمبر 1999.

## وصلات خارجية
- (24109) 1999 VO20 في قاعدة بيانات مختبر الدفع النفاث لأجرام النظام الشمسي الصغيرة

- الاكتشاف · مخطط المدار ·  العناصر المدارية · المعلمات المادية

- (24109) 1999 VO20 على موقع ويكي سكاي: DSS2, SDSS, GALEX, IRAS, Hydrogen α, X-Ray, Astrophoto, Sky Map, Articles and images